# Nederland op het Eurovisiesongfestival 1975

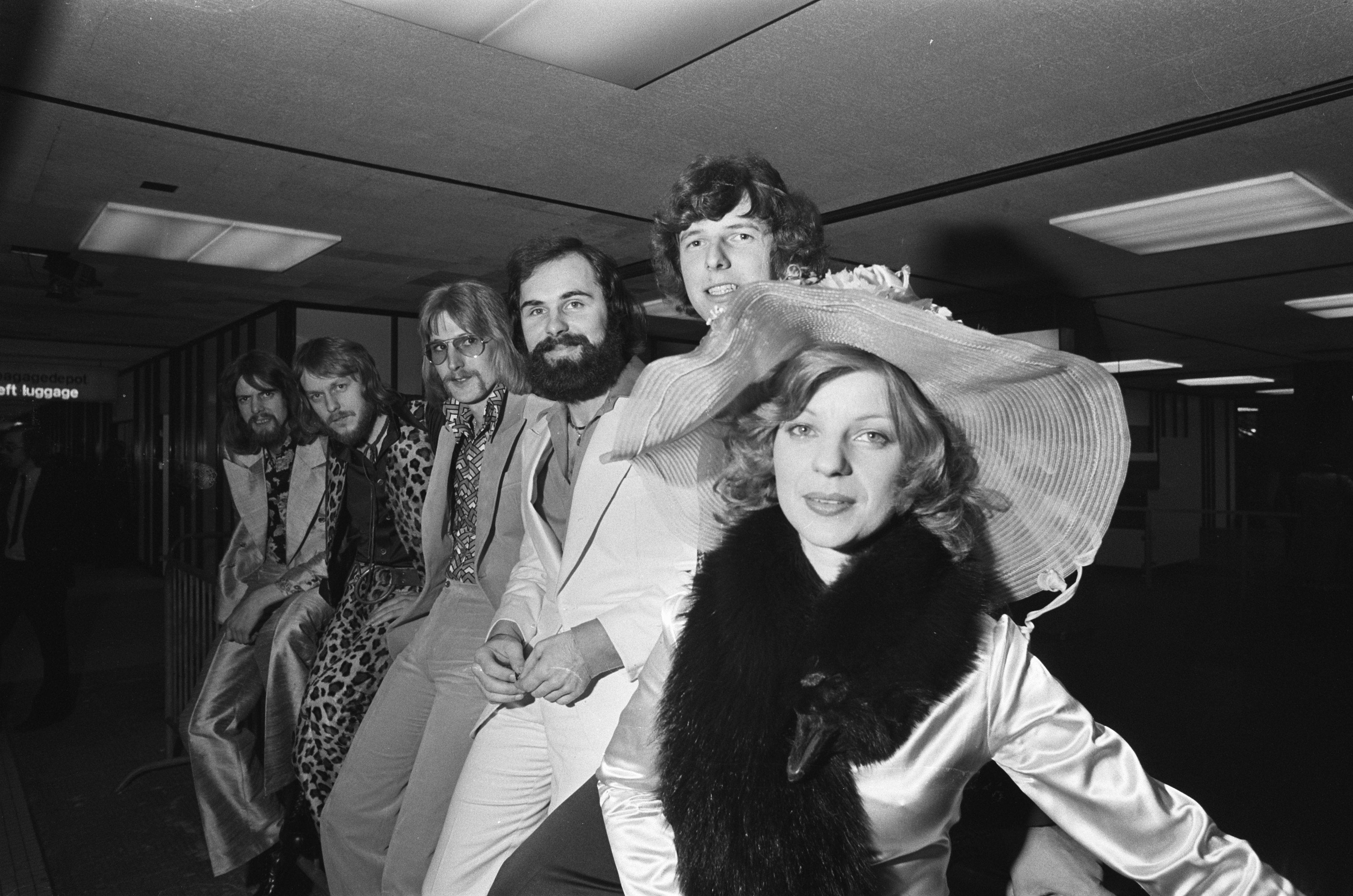
Teach-In op Schiphol voor vertrek naar Stockholm

Nederland nam deel aan het Eurovisiesongfestival 1975 in Stockholm. Het was de twintigste deelname van het land op het Eurovisiesongfestival. De NOS was verantwoordelijk voor de Nederlandse bijdrage.

## Selectieprocedure
Het Nationaal Songfestival werd gehouden op 26 februari 1975 in Utrecht en werd gepresenteerd door Willem Duys. Deze nationale finale verliep in 2 delen. In het eerste deel werden drie liedjes gebracht en een internationale jury koos het beste lied. Daar werd Dinge-dong gekozen. In het tweede deel werd het winnende lied gezongen door drie artiesten en een 100-koppige jury koos het beste. Teach-In behaalde meer dan de helft van de stemmen.
| Volgorde | Lied                           | Punten | Plaats |
| -------- | ------------------------------ | ------ | ------ |
| 1        | Ik heb geen geld voor de trein | 1      | 2      |
| 2        | Dinge-dong                     | 4      | 1      |
| 3        | Circus                         | 0      | 3      |

| Volgorde | Artiest     | Punten | Plaats |
| -------- | ----------- | ------ | ------ |
| 1        | Albert West | 33     | 2      |
| 2        | Teach-In    | 56     | 1      |
| 3        | Debbie      | 11     | 3      |

## In Stockholm
Nederland moest tijdens het Eurovisiesongfestival als eerste aantreden, gevolgd door Ierland. Teach-In zong Dinge-dong in de Engelstalige versie (Ding-a-dong).
Tijdens de puntentelling, het eerste jaar dat met 1-8, 10 en 12 punten werd gewerkt, kreeg de Nederlandse inzending van ieder land punten en Teach-In eindigde met een totaalscore van 152 punten op de eerste plaats. Het betekende de vierde songfestivaloverwinning voor Nederland. Het was de eerste keer dat de eerste act van de avond het festival won.

### Gekregen punten

#### Finale
| 12 punten                                                            | 10 punten                      | 8 punten                            | 7 punten   | 6 punten      |
| -------------------------------------------------------------------- | ------------------------------ | ----------------------------------- | ---------- | ------------- |
| - Israël - Malta - Noorwegen - Spanje - Verenigd Koninkrijk - Zweden | - Finland - Luxemburg - Monaco | - Duitsland - Ierland - Joegoslavië | - Portugal | - Zwitserland |
| 5 punten                                                             | 4 punten                       | 3 punten                            | 2 punten   | 1 punt        |
| - Frankrijk                                                          | - Turkije                      | - België                            |            | - Italië      |

### Punten gegeven door Nederland

#### Finale
Punten gegeven in de finale:
| 12 punten | Luxemburg           |
| 10 punten | Israël              |
| 8 punten  | Frankrijk           |
| 7 punten  | Zwitserland         |
| 6 punten  | Ierland             |
| 5 punten  | België              |
| 4 punten  | Verenigd Koninkrijk |
| 3 punten  | Joegoslavië         |
| 2 punten  | Noorwegen           |
| 1 punt    | Malta               |

## Foto's

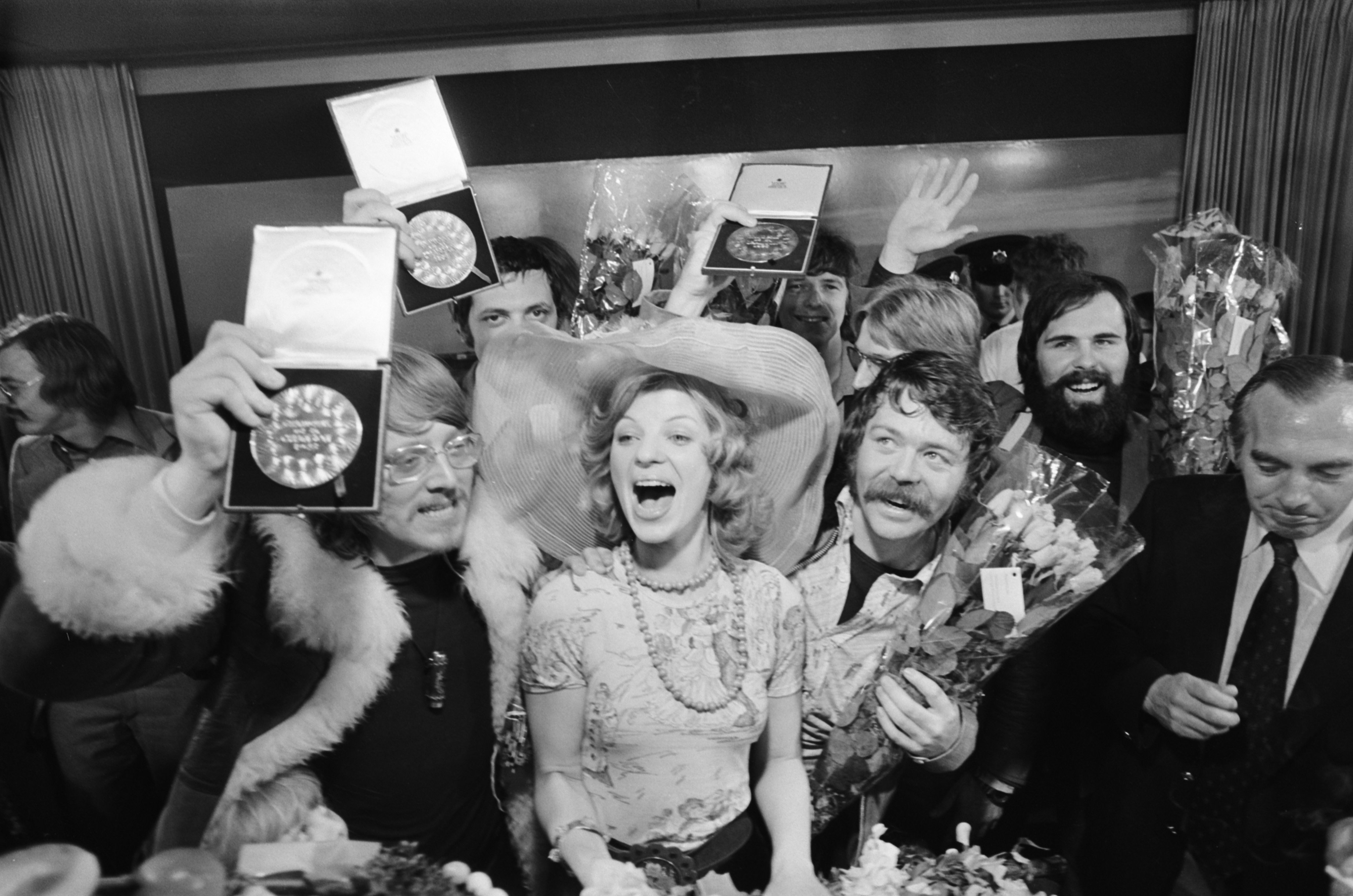
Aankomst op Schiphol na de overwinning.
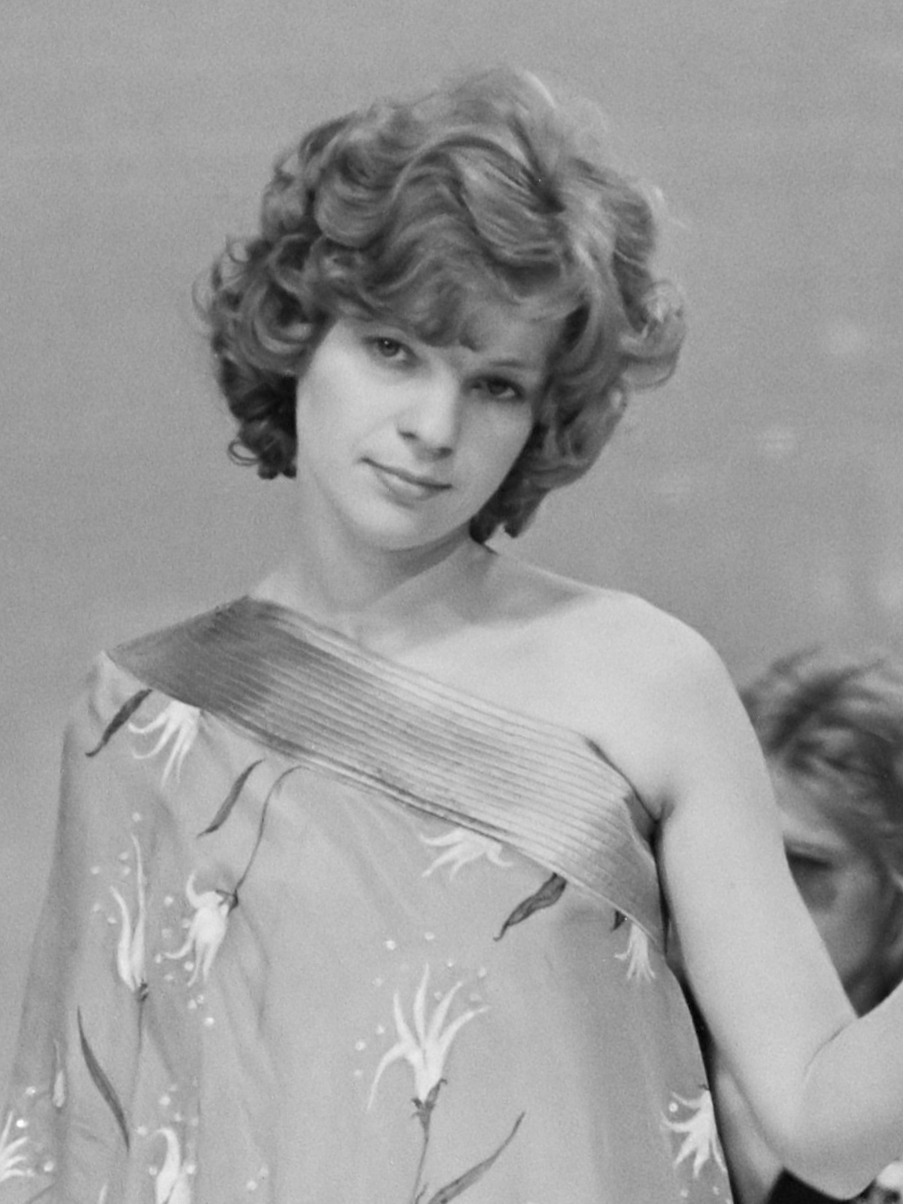
Getty Kaspers, de leadzangeres van Teach-In tijdens het Nationaal Songfestival in de Jaarbeurs in Utrecht.